# Municipio de Kassel
El municipio de Kassel (en inglés: Kassel Township) es un municipio ubicado en el condado de Hutchinson en el estado estadounidense de Dakota del Sur. En el año 2010 tenía una población de 113 habitantes y una densidad poblacional de 1,21 personas por km².

## Geografía
El municipio de Kassel se encuentra ubicado en las coordenadas 43°18′22″N 97°35′21″O / 43.30611, -97.58917. Según la Oficina del Censo de los Estados Unidos, el municipio tiene una superficie total de 93.44 km², de la cual 93,12 km² corresponden a tierra firme y (0,34 %) 0,32 km² es agua.

## Demografía
Según el censo de 2010, había 113 personas residiendo en el municipio de Kassel. La densidad de población era de 1,21 hab./km². De los 113 habitantes, el municipio de Kassel estaba compuesto por el 97,35 % blancos y el 2,65 % eran de una mezcla de razas. Del total de la población el 0,88 % eran hispanos o latinos de cualquier raza.